# Ciambella

Ciambella con glassa di cacao

La ciambella è un dolce di forma toroidale; per estensione il termine si usa in generale anche per indicare tutte le preparazioni alimentari con la medesima forma. Può essere di piccole dimensioni (come i doughnut) o avere la dimensione di una torta, in questo caso costituisce il "ciambellone". In  Romagna, tuttavia, viene chiamato ciambella un dolce a forma di panetto e privo di foro centrale.

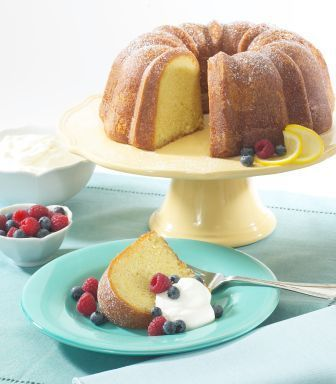
Una bundt cake

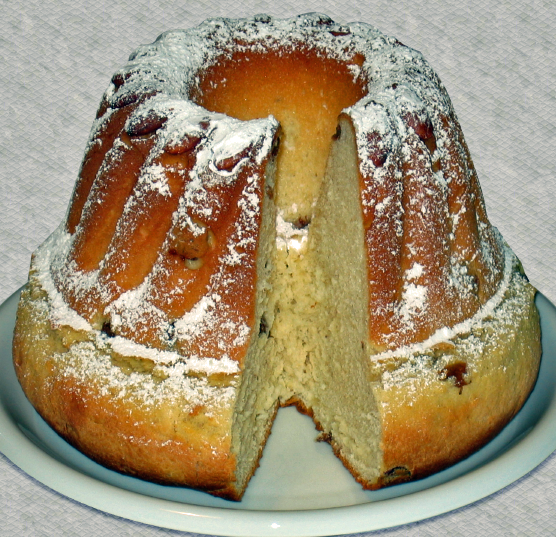
il kouglof alsaziano

## Descrizione
Nella sua più comune variante dolce, è preparata con un impasto di farina, uova, burro e lievito, viene poi cotto in forno in uno stampo peculiare che gli dona la caratteristica forma; alla ricetta base possono essere aggiunti vari ingredienti a scelta, ad esempio molto diffusa è la versione "bicolore", in cui ad una parte di impasto viene aggiunta la polvere di cacao; un ingrediente che a volte viene aggiunto all'impasto è lo yogurt per darle una consistenza più soffice, mentre altri ingredienti spesso aggiunti sono i canditi o le gocce di cioccolato. Tagliata a fette è spesso consumata a colazione.

## Varianti regionali
Numerose regioni italiane hanno inserito una o più varianti di ciambella nel proprio elenco dei prodotti agroalimentari tradizionali, a dimostrazione della grande varietà di ricette tradizionali e della diffusione nel paese:

### Calabria
- cuddhuraci, cuddrurieddru (in Provincia di Cosenza), cururicchi, curujicchi o curijicchi (in Provincia di Vibo Valentia)

### Campania
- Cullurielli
- Graffe napoletane
- Zeppole (Graffe di patate)

### Emilia-Romagna
- Bracciatello romagnolo, brazadèl
- Bracciatello cesenate
- ciambella romagnola
- ciambella bolognese, brazadèla
- bensone modenese, bensòun
- ciambella piacentina, buslàn
- ciambella reggiana, bresadela
- ciambelline piacentine, buslanëin
- bussilan parmense

### Lazio
- biscotti e ciambelle all'uovo
- ciambella a cancello
- ciambella al mosto
- ciambella all'acqua (ciammella all'acqua) di maenza
- ciambella all'anice di veroli
- ciambellette al vino
- ciambelle al vino moscato di terracina
- ciambelle con l'anice
- ciambelle da sposa
- ciambelle del barone
- ciambelle di magro di sermoneta
- ciambelle n'cotte
- ciambelle salate
- ciambelle scottolate di priverno (ciambelle col gelo; ciammelle d'acqua)
- ciambelline
- ciammella ellenese
- ciammelle d'ova
- ciammellono
- ciambella sorana detta ciammèlla

### Lombardia
- ciambella bresciana, bossolà
- ciambella mantovana, bussolano

### Marche
- ciambella frastagliata – ciammella strozzosa
- ciambelle all'anice o anicini
- ciambellone

### Molise
- ciambella

### Puglia
- Pizze Palumme (Ciambella di Pasqua, Lucera)

### Sicilia
- ciambella di San Cataldo
- cuddura di San Paulu

### Toscana
- ciorchiello di casette, ciambella, ciorchiedo
- frate lucchese, bombolone lucchese, ciambella lucchese
- ciambellino
- berlingozzo
- biscotto di mezz'agosto

### Trentino-Alto Adige
- kiechl (ciambella dolce)

### Veneto
- Bussolà (ciambella dolce)

## Germania
- Torta marmorizzata
- Gugelhupf

## Spagna
- Rosquilla
- Tortell

## Stati Uniti
- Doughnut (gastronomia)
- Bundt cake
- Cronut
- Monkey bread

## Russia
- Kalač

## Turchia
- Simit

## Nella cultura di massa
La ciambella è citata all'interno del brano Mi regali una ciambella? dello Zecchino d'Oro 1984.